# غلوريا نافارو
غلوريا نافارو (بالإنجليزية: Gloria Navarro)‏ هي قاضية ومحامية أمريكية، ولدت في 2 مايو 1967 في وادي لاس فيغاس في الولايات المتحدة.